# Metron

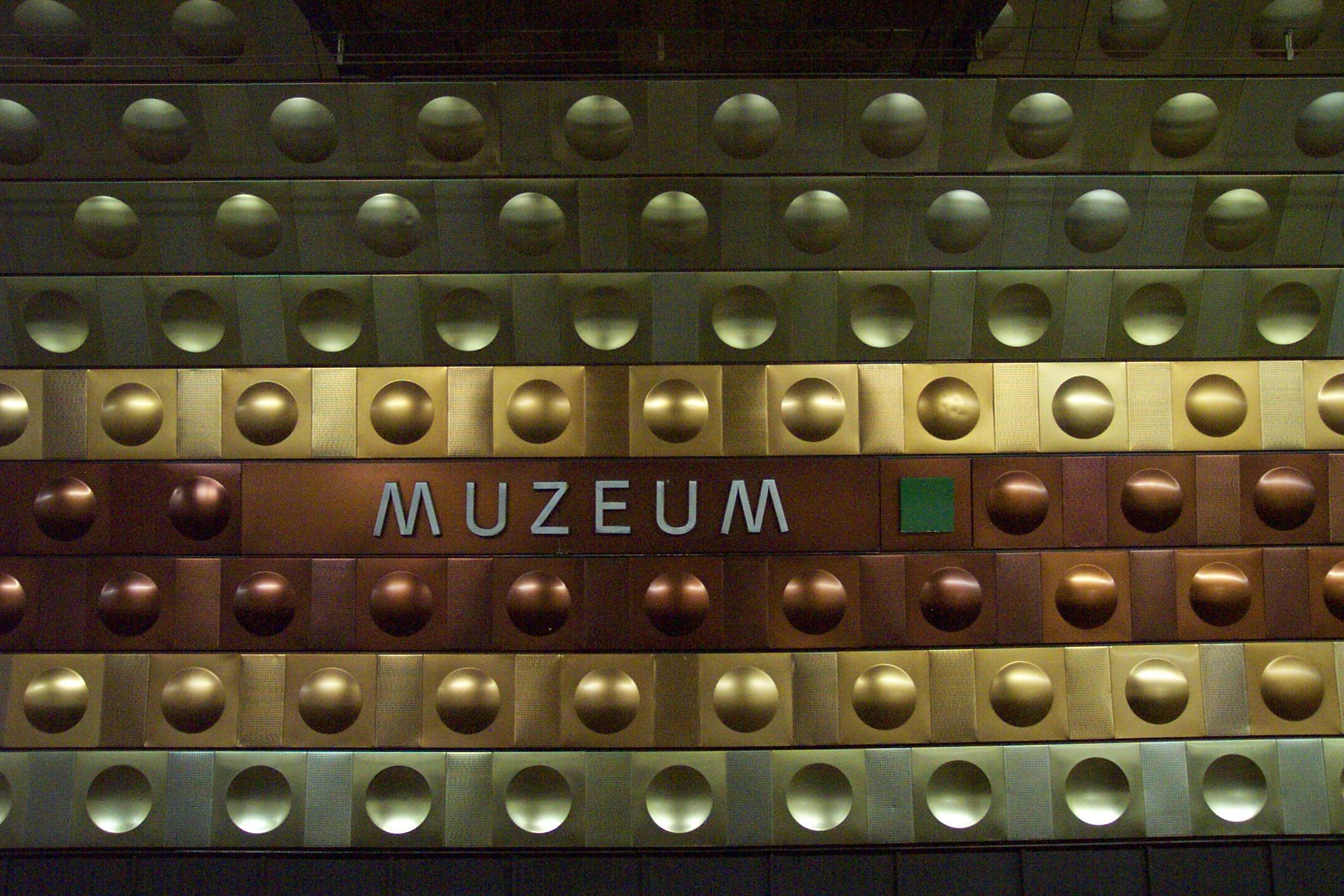
Název stanice metra Muzeum v písmu Metron

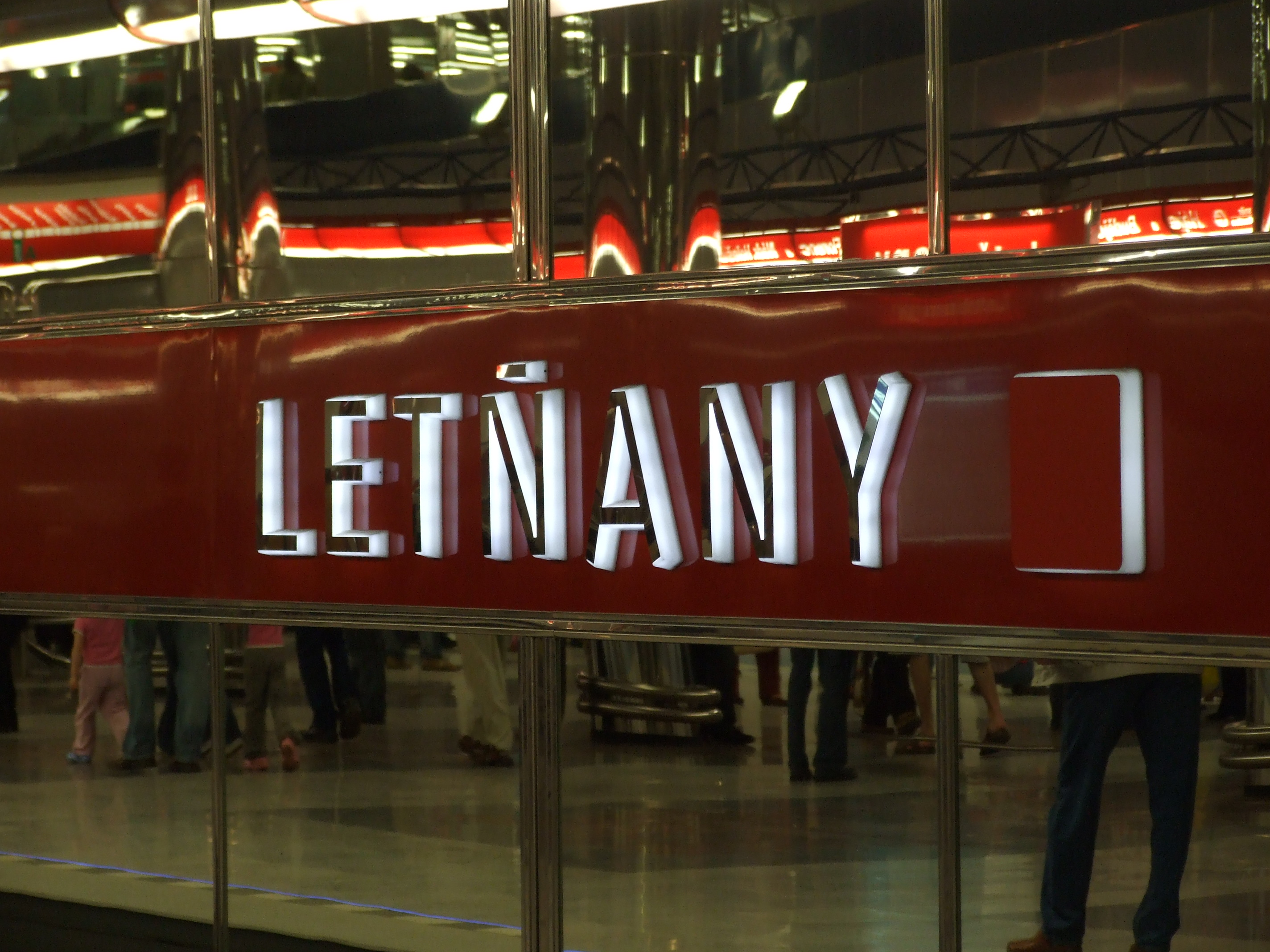
Použití písma v jedné z nejnovějších stanic, Letňany

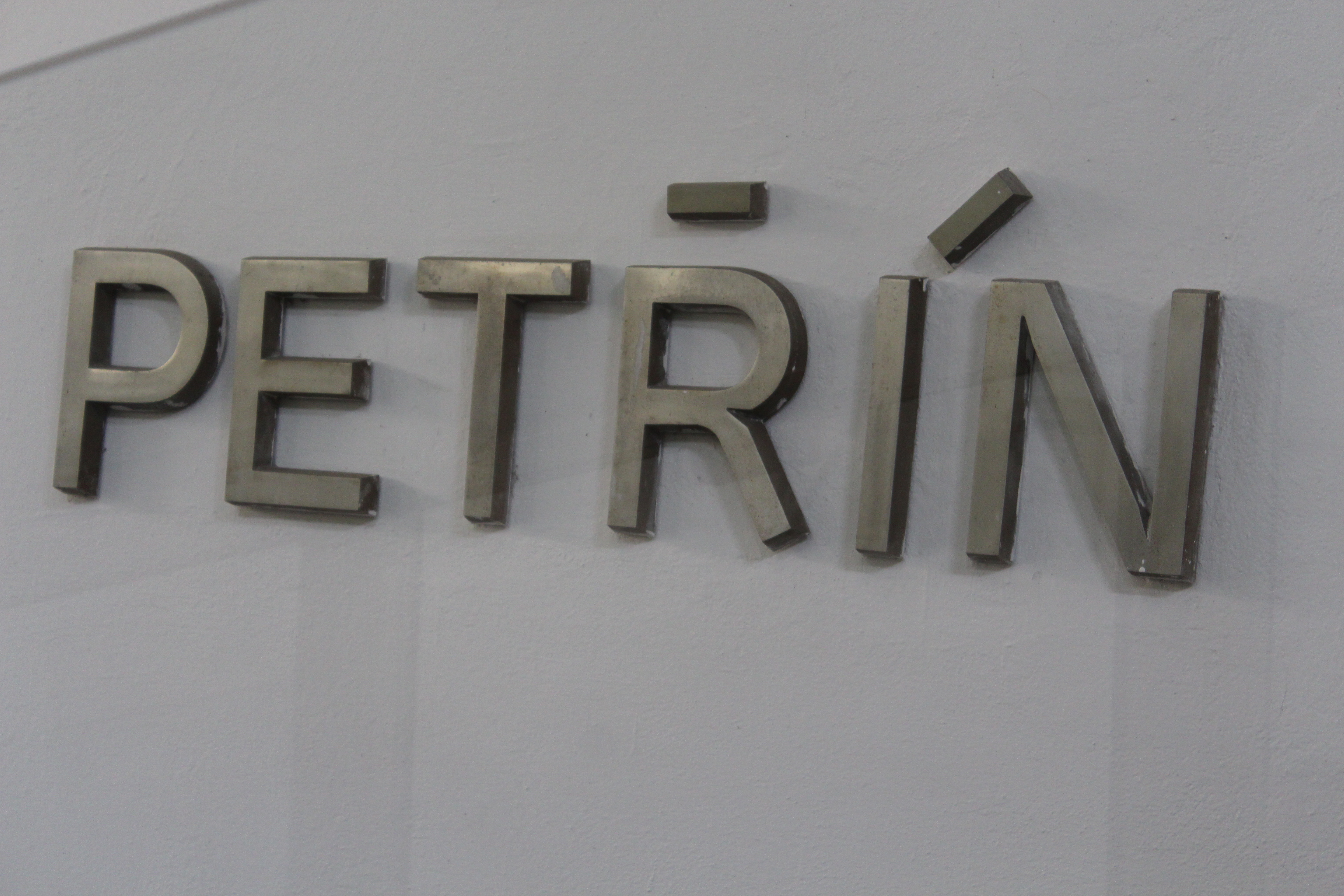
Písmo Metron v lanovce na Petřín

Metron je bezpatkové písmo, které bylo vytvořeno v Československu roku 1973 pro systém pražského metra (dopravní podnik si písmo pro podzemní dráhu objednal již roku 1970). V této době byl použit pro celý orientační systém právě dokončovaného metra. 
Písmo se ve své první verzi vyznačovalo například nelomenými háčky, či hlubšími zářezy v místech, kde se setkávají šikmé linie se svislými či šikmými, nebo s křivkami. Kolmé ukončení tahů pak urychlovalo čtení.
Metron se užíval až do roku 1985 na většině informačních prvků v metru, počínaje otevřením linky B se používá již jen pro vyznačení názvů stanic litým kovovým písmem zpravidla umístěným na stěnách za nástupištěm - jedinou výjimku tvoří stanice Depo Hostivař, ve které je zcela nepochopitelně užit jiný typ písma ve výrazně menší velikosti. Pro ostatní prvky informačního a orientačního systému se od 80. let používá modifikované písmo Helvetica, pro listové staniční hodiny bylo použito sesterské písmo Digita.
Typograf Jakub Krč pro Lidové noviny písmo ocenil, podle něj bylo v době zavedení v navigačním systému metra na světové úrovni a úspěšná byla i pozdější úprava pro tisk. Krč jej označuje za jedno z nejkrásnějších bezpatkových písem a uvedl, že koncem 90. let jím byla v rámci módní vlny sázena řada časopisů zaměřených na mladé, progresivní lidi.

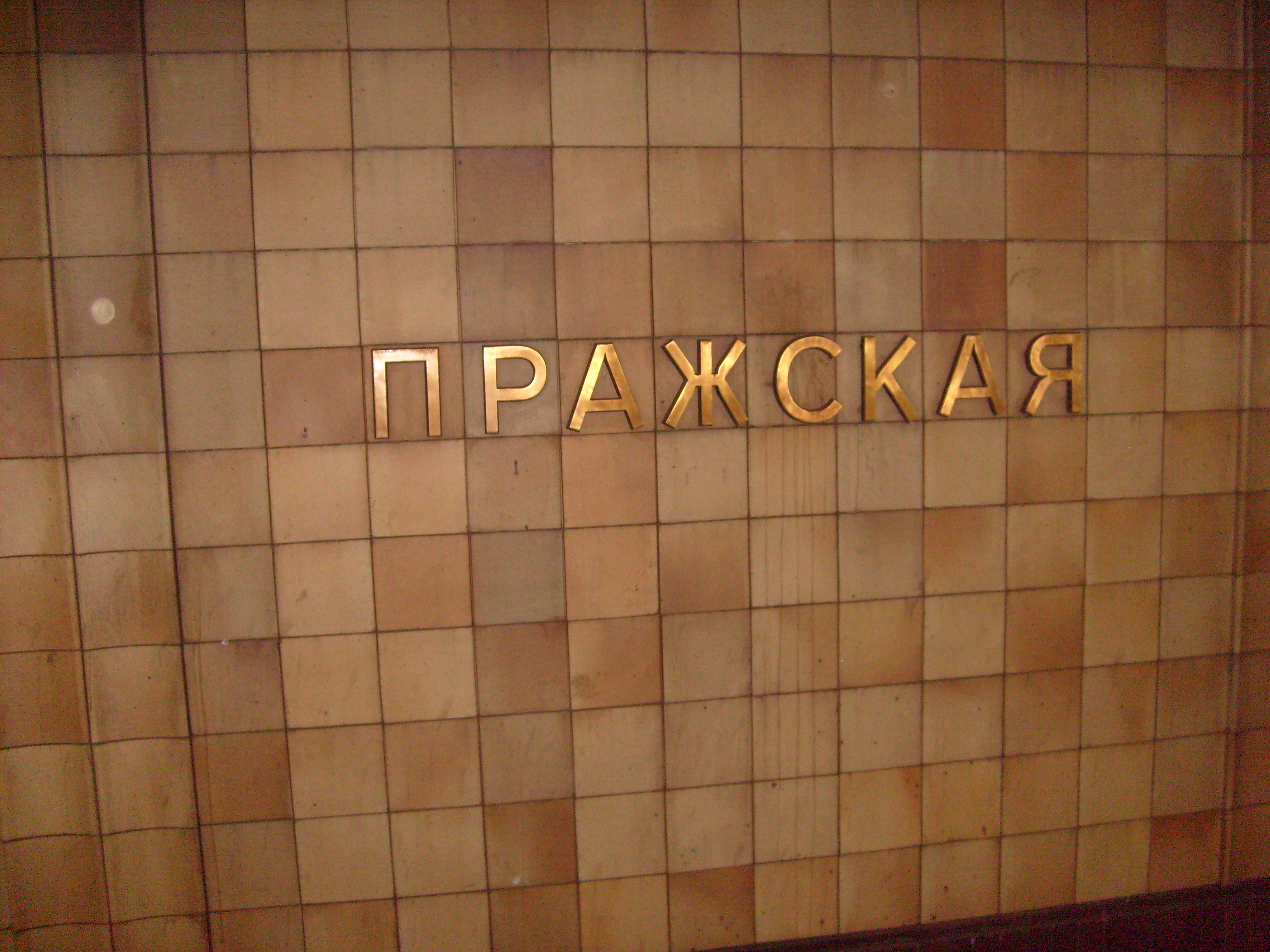
Písma Metron v cyrilici – stanice Pražskaja moskevského metra

Písmo Metron v cyrilici je použito ve stanici Pražskaja moskevského metra, její výstavby se zúčastnili čeští inženýři a architekti. Stanice vznikla v rámci Československo-sovětského přátelství, zatímco sovětští pracovníci budovali v Praze stanici Moskevská (dnes Anděl). Obě stanice měly představit styl stanic v „družebním“ městě.
V roce 2014 Metron zdigitalizovali František Štorm a Marek Pistora.

## Spor o autorství
Podle názoru objednatele vytvořil písmo v letech 1971–1972 grafik a designér Jiří Rathouský, v roce 2010 však žalobu o přiznání autorství podal designér Petr Tučný. Tvrdí, že podklady pro písmo vytvořil v letech 1967–1968 a že Rathouský vytvořil pouze úzkou verzi písma jeho prostým stlačením.
Petr Tučný v roce 2010 podal v zastoupení advokátem Antonínem Janákem k Městskému soudu v Praze žalobu, podle níž Dopravní podnik hlavního města Prahy užívá písmo neoprávněně a neautorským komolením jej dehonestuje. Původně Tučný hodlal po Dopravním podniku požadovat 5 milionů Kč, ale kvůli výši soudních poplatků žalobu omezil na stanici Kačerov a na 0,5 milionu Kč (jako tzv. pilotní žalobu) a s dalšími požadavky přijde až v případě úspěchu. Dědička Rathouského i právník DP se pozastavili nad tím, že Tučný přišel se svými nároky až po smrti Rathouského. V dubnu 2012 Petr Tučný zemřel. V květnu 2014 oznámil František Štorm, že se v soudním sporu fakticky nepodařilo vyvrátit autorství Jiřího Rathouského a že žalující strana ve sporu nepokračuje. Soudní spor o autorství písma skončil zpětvzetím žaloby dědici Tučného. Ze znaleckého posudku vypracovaného VŠUP vyplývá jednoznačný závěr, že autorem písma Metron je Jiří Rathouský. 